# Свитберт (Ферден)
Свитберт (на немски: Suitbert, Suiebert, Swibert, Swibrecht; на латински: Swiberti Verdensis; † ок. 800) е първият епископ на Ферден от 786 до ок. 800 г. Той е светец на Римокатолическата църква и се почита на 30 април, по-късно на 11 май.
Той е англосаксонец и първо е монах в манастир Аморбах. През 786 г. Карл Велики го изпраща като епископ в Остфалия (Саксония).